# مجلس الأمة الكويتي 1981
مجلس الأمة الكويتي 1981 (الفصل التشريعي الخامس) من 9 مارس 1981 حتى 9 مارس 1985 ، أجريت انتخابات المجلس بعد إعادة الحياة البرلمانية بعد توقف لمدة 5 سنوات بسبب حل مجلس الأمة في 29 أغسطس 1976 ووقف العمل ببعض مواد الدستور حيث أنه في سنة 1981 تم إعادة العمل بمواد الدستور الذي تم أيقاف العمل بها وكما تم إعادة مجلس الأمة بعد أن كان المجلس منحلاً لمدة 5 سنوات ، وقد تم تغيير نظام الدوائر من 10 دوائر إلى 25 دائرة، وأجريت انتخابات المجلس في يوم الأثنين 23 فبراير 1981 وأنتخب المجلس في جلسته الأولى التي عقدت في يوم الأثنين 9 مارس 1981 محمد يوسف العدساني رئيساً للمجلس.

## الفائزون حسب الدوائر
الدائرة الأولى
- عدنان عبد الصمد
- خالد جميعان الجميعان

الدائرة الثانية
- محمد أحمد الرشيد
- خالد سلطان بن عيسى

الدائرة الثالثة
- جاسم حمد الصقر
- جاسم الخرافي

الدائرة الرابعة
- فيصل جاسم القضيبي
- بدر عبد الله المضف

الدائرة الخامسة
- محمد حبيب البدر
- عبد المحسن يوسف جمال

الدائرة السادسة
- مشاري جاسم العنجري
- حمود حمد الرومي

الدائرة السابعة
- محمد يوسف العدساني
- جاسم محمد العون

الدائرة الثامنة
- أحمد فهد الطخيم
- عيسى محمد المزيدي

الدائرة التاسعة
- جاسر الجاسر
- عيسى ماجد الشاهين

الدائرة العاشرة
- صالح يوسف الفضالة
- يوسف عبد الله الغانم

الدائرة الحادية عشر
- أحمد عبد العزيز السعدون
- محمد سليمان المرشد

الدائرة الثانية عشر
- سالم عبد الله الحماد
- مرضي عبد الله الأذينة

الدائرة الثالثة عشر
- ناصر صرخوه
- خالد ناصر الوسمي

الدائرة الرابعة عشر
- ناصر صنهات ساير العصيمي
- عبد الرزاق عبد الحميد الصانع

الدائرة الخامسة عشر
- خالد النزال المعصب
- فايز حامد الرشيدي

الدائرة السادسة عشر
- محمد حمد البراك
- نايف عبد الله أبورمية

الدائرة السابعة عشر
- عبد الكريم هلال الجحيدلي
- فيصل بندر الدويش

الدائرة الثامنة عشر
- خلف دميثير
- صياح شليع أبو شيبه

الدائرة التاسعة عشر
- مطلق الشليمي
- مطلق مزيد المسعود

الدائرة العشرون
- فلاح مبارك الحجرف
- محمد ضيف الله العنزي

الدائرة الحادية والعشرون
- خالد العجران
- خليفة طلال الجري

الدائرة الثانية والعشرون
- هادي الحويلة
- مريخان سعد العجمي

الدائرة الثالثة والعشرون
- حزام فالح الميع
- مبارك فالح راعي الفحماء

الدائرة الرابعة والعشرون
- مبارك عبد الله الدبوس
- راشد سيف الحجيلان

الدائرة الخامسة والعشرون
- هاضل سالم الجلاوي
- عايض علوش العازمي

## أبرز الأحداث
تم اقتراح بتعديل الدستور، وقد وافق عليه 37 ورفضه 27، وقد تم اقراره.
تم اقتراح قانون من قبل النائبين جاسم الخرافي ومشاري العنجري بشكل منفصل للقيام بتجميع وتوزيع أموال الزكاة، وقامت وزارة الأوقاف والشؤون الإسلامية بدمج الاقتراحين ووافق مجلس الأمة على ذلك ليتم إنشاء بيت الزكاة في 16 يناير 1982.
تم تقديم استجواب إلى وزير الصحة عبد الرحمن العوضي من قبل خليفة الجري، وموضوع الاستجواب هو تزويد العضو بكشف يتضمن أسماء المرضى الذي أوفدتهم الدولة للعلاج بالخارج، وقد تمت مناقشة الاستجواب في 9 فبراير 1982.
تم تقديم استجواب إلى وزير الشؤون الاجتماعية والعمل ووزير الإسكان حمد عيسى الرجيب من قبل مشاري العنجري وخالد سلطان وخالد الجميعان، وسبب الاستجواب هو التجاوزات التي حدثت في توزيع الوحدات السكنية من قبل الوزارة، وقد تمت مناقشة الاستجواب في 6 ديسمبر 1983، وقد سحب النواب الاستجواب بعد سماعهم رأي الوزير.
تم تقديم استجواب لوزير الكهرباء والماء خلف أحمد الخلف من قبل أحمد الطخيم، وموضوع الاستجواب هو عدم وصول المياه قليلة الملوحة إلى بيوت ذوي الدخل المحدود في منطقة بيان، وقد تمت مناقشة الاستجواب في 8 مايو 1984، وقد تم سحب الاستجواب بعد الاستماع إلى رأي الوزير.
وجرت انتخابات تكميلية لوفاة النائب ناصر العصيمي، وفاز في المقعد النائب حمود الجبري.